# Yilmar Herrera
Yilmar Andrés Herrera Madera (* 29. April 1996 in El Bagre) ist ein kolumbianischer Leichtathlet, der sich auf den 400-Meter-Lauf spezialisiert hat.

## Sportliche Laufbahn
Yilmar Herrera betrieb zunächst Basketball, bevor er auf Anraten eines Trainers auf die Leichtathletik umstieg. Um bessere Trainingsvoraussetzungen zu haben, zog er aus seiner Heimatstadt nach Medellín. 2014 trat er über 200 Meter erstmals bei Kolumbianischen Meisterschaften an, schied dabei allerdings nach dem Vorlauf aus. 2015 wurde er mit Bestzeit von 48,09 s Kolumbianischer U20-Meister im 400-Meter-Lauf. Im Juli schied er im Vorlauf der U20-Panamerikameisterschaften in Edmonton nach dem Vorlauf aus. 2016 belegte er den fünften Platz über 200 Meter bei den Kolumbianischen Meisterschaften, über 400 Meter wurde er Siebter. 2017 verbesserte er im Finale der 400 Meter bei den Kolumbianischen Meisterschaften seine alte Bestzeit um mehr als drei Sekunden auf 45,48 s, gewann damit den Titel und qualifizierte sich zudem für die Weltmeisterschaften in London. Vor den Weltmeisterschaften trat er in Paraguay erstmals auch bei Südamerikameisterschaften an. Während er über 400 Meter Bronze gewinnen konnte, lief er mit der 4-mal-400-Meter-Szaffel zur Goldmedaille. In beiden Disziplinen trat er im August bei den Weltmeisterschaften an, ohne dabei jedoch die jeweiligen Vorläufe überstehen zu können.
2018 trat Herrera bei den Südamerikaspielen im bolivianischen Cochabamba an, bei denen er zunächst im 400-Meter-Lauf mit 45,64 die Silbermedaille gewinnen konnte. Anschließend gewann er mit der Staffel, wie schon bei den Südamerikameisterschaften, zudem die Goldmedaille. Zwei Monate später gewann er mit jener Staffel die Bronzemedaille bei den Zentralamerika- und Karibikspiele in der kolumbianischen Heimat. 2019 nahm er in Lima zum zweiten Mal an Südamerikameisterschaften teil. Über 400 Meter konnte er den fünften Platz belegten. Im Gegensatz zu den letzten Meisterschaften, war er bei dieser Veranstaltung Teil der 4-mal-100-Meter-Staffel, mit der er die Bronzemedaille gewinnen konnte. 2021 belegte Herrera Anfang Mai, zusammen mit seinen Teamkollegen, den sechsten Platz im 4 × 400-m-Staffelwettbewerb bei den World Athletics Relays in Chorzów.

## Wichtige Wettbewerbe
| Jahr                  | Veranstaltung                     | Ort                   | Platz                 | Disziplin             | Zeit                  |
| Startet für Kolumbien | Startet für Kolumbien             | Startet für Kolumbien | Startet für Kolumbien | Startet für Kolumbien | Startet für Kolumbien |
| --------------------- | --------------------------------- | --------------------- | --------------------- | --------------------- | --------------------- |
| 2017                  | Südamerikameisterschaften         | Asunción              | 3.                    | 400 m                 | 46,02 s               |
| 2017                  | Südamerikameisterschaften         | Asunción              | 1.                    | 4 × 400 m             | 3:05,02 min           |
| 2017                  | Weltmeisterschaften               | London                | 44.                   | 400 m                 | 47,18 s               |
| 2017                  | Weltmeisterschaften               | London                | 12.                   | 4 × 400 m             | 3:03,68 min           |
| 2018                  | Südamerikaspiele                  | Cochabamba            | 2.                    | 400 m                 | 45,64 s               |
| 2018                  | Südamerikaspiele                  | Cochabamba            | 1.                    | 4 × 400 m             | 3:04,78 min           |
| 2018                  | Zentralamerika- und Karibikspiele | Barranquilla          | 3.                    | 4 × 400 m             | 3:04,35 min           |
| 2019                  | Südamerikameisterschaften         | Lima                  | 5.                    | 400 m                 | 47,34 s               |
| 2019                  | Südamerikameisterschaften         | Lima                  | 3.                    | 4 × 100 m             | 39,94 s               |
| 2021                  | World Athletics Relays            | Chorzów               | 6.                    | 4 × 400 m             | 3:05,91 min           |

## Persönliche Bestleistungen
Freiluft
- 400 m: 45,48 s, 10. Juni 2017, Medellín